# オスマン語

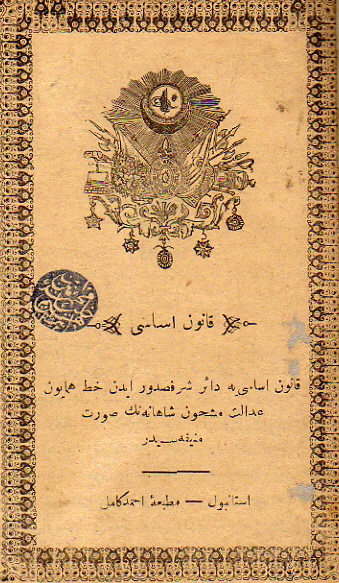
1876年オスマン帝国憲法(ミドハト憲法)

オスマン語またはオスマンル語（オスマンご、オスマンルご、オスマン語:  لسان عثمانی, ラテン文字転写: lisân-ı Osmânî, 現代トルコ語: Osmanlıca）とは、オスマン帝国時代に公用語として使われた言語。
テュルク系言語であることを強調して、現代トルコ語などで、オスマン・トルコ語（オスマン・トルコご、トルコ語: Osmanlı Türkçesi）と呼ばれる場合もある。

## 概要
現在のトルコ共和国で使われるトルコ語と連続する言語を基礎にしているが、語彙、語法の面で現代トルコ語をも遥かに凌ぐほどアラビア語、ペルシア語の要素が大きい。また、その他にはギリシア語などの言語からの借用語も多く存在している。文章によってはトルコ語固有の語がほとんど出て来ないものすら存在し、現代トルコ語とは大きな断絶がある。文字はアラビア文字で書かれる。
オスマン帝国の公用語として、帝国領内のバルカンやアナトリア、シリア、アラビア半島、北アフリカ等で行政言語として広く用いられた。また、帝国の支配エリートが共有すべき教養の一つとしても機能したため、オスマン帝国が支配下の諸民族を統合する上で大きな役割を果たした。

## 歴史
歴史的にオスマン語は3つの変種に区分される。
古オスマン語（Eski Osmanlıca）
古アナトリア・トルコ語とも呼ばれる。16世紀頃までセルジューク朝やアナトリアの君侯国（Beylik）、初期のオスマン帝国にて使われた変種を指す。
古典オスマン語（Orta Osmanlıca）
オスマン帝国最盛期の16世紀から、19世紀半ばのタンズィマート改革期まで使われた変種を指す。主に行政文書や、法学書、文学（韻文、散文）などで使われた。アラビア語、ペルシア語の顕著な影響の下で、非常に複雑で洗練された文体が形成された。一般的にオスマン語といえば、この変種を指すことが多い。
新オスマン語（Yeni Osmanlıca）
19世紀半ばから20世紀初頭まで使われた変種。新聞や小説等の近代的な媒体の登場により成立した。古典期に比べ文体は簡略化され、徐々に口語の表現に近付けていく努力が行われた。また、フランス語を初めとする多くの外来語がオスマン語に取り入れられた。現代トルコ語とほぼ同一の文法・語法を持っており、現在のトルコ共和国の1940年代以前生まれの世代の日常語に近い言語であるが、アタテュルクはこれをも不充分とし更なる言語純化運動を推進、現代トルコ語を成立させた。

## 現在の状況
トルコ共和国の成立と、ムスタファ・ケマル・アタテュルクの言語改革によりオスマン語は公用語の地位を失った。
現在では実質死語となっているが、オスマン帝国の研究者を中心に今でも学ばれている。
トルコ国内にも、保守派知識人の一部にオスマン語復活論者が存在している。

## 主要単語
| 日本語 | オスマン語       | 現代トルコ語  |
| ------ | ---------------- | ------------- |
| 必要   | واجب (vâcib)     | zorunlu       |
| 問題   | مشکل (müşkül)    | güçlük, sorun |
| 都市   | شهر (şehir)      | kent          |
| 学校   | مکتب (mekteb)    | okul          |
| 経済   | اقتصاد (iktisâd) | ekonomi       |

## 文字
アラビア語、ペルシア語からの借用語を表記する場合、原語の固定した表記を忠実に守るか、オスマン語としての独自の表記法を採用するかで異なる。例えば、「トルコ人」を表す "türk" という語は、アラビア語の表記に従えば "ترك" となるが、母音表記を考慮したオスマン語表記では "تورك" となる。教養ある知識人ほどアラビア語、ペルシア語寄りの表記法を使用し、それはやがて、8個の母音を有するオスマン語を表記する場合でも極力母音を省略してしまうという結果を生み、正書法上の困難を招くこととなった。19世紀後半にかけてオスマン帝国の諸改革の流れの中で、知識人の間で正書法や文字の改革案が提言され議論されたが、イスラム世界の盟主としてオスマン帝国が存続する限り、コーランを記した聖なる文字であるアラビア文字の廃止を踏み切ることには至らなかった。
1929年1月からトルコ語において正式に使用が開始されたラテン文字のアルファベットにより、オスマン語は母音を正確に表記できるようになった。現代トルコ語で使用される29文字に加え、アラビア語、ペルシア語でよくみられる長母音を表記するためにサーカムフレックスのついた"â", "î", "û"を使用することがある。
| ا‎ | ا‎    | ب‎ | پ‎ | ت‎ | ث‎ | ج‎ | چ‎ | ح‎ | خ‎ | د‎ | ذ‎ | ر‎ | ز‎ | ژ‎ | س‎ | ش‎ | ص‎ | ض‎ | ط‎ | ظ‎ | ع‎ | غ‎    | ف‎ | ق‎ | ك‎          | گ‎ | ڭ‎ | ل‎ | م‎ | ن‎ | و‎                | ه‎       | ی‎                |
| ʾ | a, â | b | p | t | s | c | ç | h | h | d | z | r | z | j | s | ş | s | z | t | z | ʿ | g, ğ | f | k | k, g, n, ğ | g | n | l | m | n | û, o, ö, u, ü, v | a, e, h | î, u, ü, ı, i, y |

## 関連文献
- 鈴木董「オスマン語をめぐって : 多言語帝国としてのオスマン帝国と言語的共存」『史学』第63巻第3号、三田史学会、1994年3月、81-89頁、ISSN 03869334、2024年9月3日閲覧。